# Якоб Стеен Крістенсен
Якоб Стеен Вестергор Крістенсен (дан. Jacob Steen Vestergaard Christensen, нар. 25 червня 2001, Копенгаген, Данія) — данський футболіст, півзахисник німецького клубу «Кельн».

## Ігрова кар'єра

### Клубна
У 2012 році Якоб Крістенсен приєднався до молодіжної команди клубу «Норшелланн». Грав за юнацькі клубні команди. 15 липня 2018 року в першому турі нового сезону, у віці 17 років Крістенсен дебютував у першій команді «Норшелланна», коли вийшов на заміну в матчі проти «Есб'єрга». В жовтні того року футболіст підписав з клубом перший професійний контракт терміном до 2021 року.
Сезон 2019/20 Крістенсен почав уже як гравець основного складу «Норшелланна». Саме в тому сезоні Якоб забив свій перший гол за данський клуб.
У липні 2023 року як вільний агент Крістенсен перейшов до німецького клубу «Кельн», підписавши з клубом контракт до 2026 року.

### Збірна
З 2017 року Якоб Кпістенсен виступав за юнацькі та молодіжну збірну Данії.